# Tervel
Tervel (în bulgară Тервел ) este un oraș în Obștina Tervel, Regiunea Dobrici, Dobrogea de Sud,  Bulgaria. Atestat documentar pentru prima oară în 1673 ca sat sub numele de Curtbunar (în traducere Fântâna Lupilor), Tervel a aparținut României între 1913 - 1940, în cadrul județului Durostor. Declarat oraș în 1960.

## Demografie
Componența etnică a orașului Tervel
     Turci (19,69%)
     Bulgari (66,82%)
     Romi (4,5%)
     Nicio identificare (8,64%)
     Altele (0,32%)
La recensământul din 2011, populația orașului Tervel era de 6.062 locuitori. Din punct de vedere etnic, majoritatea locuitorilor (66,82%) erau bulgari, existând și minorități de turci (19,69%) și romi (4,5%). Pentru 8,64% din locuitori nu este cunoscută apartenența etnică.